# 姆扎卜山谷
姆扎卜山谷（法語：Vallée du M'Zab）位於阿尔及利亚盖尔达耶省，為撒哈拉沙漠中一個窄且深的綠洲山谷。此地為一個傳統的人類居住地，莫薩比特人在山谷中發展出五座克薩。自11世紀至今，姆扎卜山谷幾乎維持相同的生活方式，住在同樣結構的建築中，這些由特定的社會、文化背景，以及為了適應惡劣環境所形成的。五座克薩中均以一座清真寺為中心。清真寺同時具備瞭望塔的功能，克薩在被敵人圍困時可以做為堡壘，內部附有兵工廠和糧倉。
姆扎卜山谷於1982年獲得聯合國教科文組織入選世界遗产，為阿爾及利亞第2個文化遺產。世界遺產委員會指出，姆扎卜山谷的建築簡樸、實用，完美地與環境融為了一體。姆扎卡的建築結構是為群體居住而設計的，但同時也考慮到了家庭的結構。

## 地理
姆扎卜山谷位於阿尔及利亚盖尔达耶省，在該國首都阿爾及爾以南約600公里處，撒哈拉沙漠中一個窄且深的綠洲山谷，山谷中分布五個克薩，其中四個克薩約略排成一直線，由西向東依序為盖尔达耶、梅利卡、布努拉、阿推夫，另一個克薩貝尼-伊斯古恩在梅利卡的南方。最西邊的蓋爾達耶與最東邊的阿推夫距離約10公里，整個山谷面積約40平方公里。當地幾乎不曾下雨，居民依靠位於撒哈拉沙漠地層深處的古地下水過活，當地並種植超過10萬棵棕櫚樹，使得溫度較為涼爽。

## 歷史沿革
從公元8世紀起，半游牧民族莫薩比特人已在姆扎卜山谷生活，可從阿推夫附近的塔拉茲迪特（Talazdit）奧拉維爾（Aoulaouel）發現他們的遺跡:206。10世紀起，由於連年的戰亂，許多提亚雷特的居民逃離至姆扎卜山谷，公元1012年在此地建立第一個克薩城鎮阿推夫，之後陸續再建立四個克薩城鎮。
在11世紀以前，當地仍有信奉基督教的居民，之後隨著伊斯兰教伊巴德派在此地的流傳，幾乎所有的居民都已信奉伊斯蘭教:34。從14世紀起，該地區成為撒哈拉沙漠貿易商隊的重要據點，作為羊毛、椰棗、食盐、煤、武器等貨品的交易中心，莫薩比特人展現他們突出的商業能力。法國在1830年驅逐奥斯曼帝国在阿爾及利亞的勢力，但姆扎卜山谷在1882年才併入法國的統治，1962年阿爾及利亞人民民主共和國成立後，恢復為阿爾及利亞本土統治。

## 文化傳統
自11世紀至今，姆扎卜山谷幾乎維持相同的生活方式，住在同樣結構的建築。這些既是由特定的社會和文化背景決定的，也是因為要適應惡劣環境。此地城鎮中均以一座清真寺為中心，清真寺同時具備瞭望塔的功能。克薩在被敵人圍困時可以做為堡壘，內部附有兵工廠和糧倉。城鎮內每一間房屋都是一個標準的立方體單元，代表一個建立在尊重家庭結構的平等社會，重視家庭的親密性和自主性:167。

## 世界遺產登錄
1982年7月，第6屆世界遺產委員會於法国首都巴黎召開，由阿尔及利亚申報的項目「姆扎卜山谷」經大會通過，成為阿爾及利亞第2個文化遺產，編號為188。
该世界遗产被认为满足世界遺產登錄基準中的以下基準而予以登錄：
- （ii）在某期间或某种文化圈里对建筑、技术、纪念性艺术、城镇规划、景观设计之发展有巨大影响，促进人类价值的交流。
- （iii）呈现有关现存或者已经消失的文化传统、文明的独特或稀有之证据。
- （iv）关于呈现人类历史重要阶段的建筑类型，或者建筑及技术的组合，或者景观上的卓越典范。[8]

「姆扎卜山谷」遺產有27個子項目，編號從188-001至188-027，列表如下：
| 世界遺產編號 | 名稱                                                                                      | 所在地                     | 保護範圍   | 緩衝範圍 |
| ------------ | ----------------------------------------------------------------------------------------- | -------------------------- | ---------- | -------- |
| 188-001      | 阿推夫克薩                                                                                | 32°28'31.62"N 3°44'41.81"E | 7.72公頃   |          |
| 188-002      | 布努拉克薩                                                                                | 32°28'57.61"N 3°42'13.89"E | 4.79公頃   |          |
| 188-003      | 梅利卡克薩                                                                                | 32°28'59.26"N 3°41'12.04"E | 6.64公頃   |          |
| 188-004      | 貝尼-伊斯古恩克薩                                                                         | 32°28'26.9"N 3°41'45.5"E   | 14.52公頃  |          |
| 188-005      | 蓋爾達耶克薩                                                                              | 32°29'19.78"N 3°40'27.22"E | 22.84公頃  |          |
| 188-006      | 阿推夫、阿沃-阿沃（Aouel-Aouel）清真寺、阿格姆·巴巴·漢尼（Aghern Baba Hanni）之間的棕櫚林 |                            | 122.36公頃 |          |
| 188-007      | 蓋爾達耶棕櫚林                                                                            |                            | 281.45公頃 |          |
| 188-008      | 布努拉棕櫚林                                                                              |                            | 21.46公頃  |          |
| 188-009      | 貝尼-伊斯古恩棕櫚林                                                                       |                            | 180.61公頃 |          |
| 188-010      | 阿格姆·納貼斯蒂（Agherm N’tlasdit）                                                       |                            | 0.11公頃   |          |
| 188-011      | 阿格姆·巴巴·薩德（Agherm Baba Saad）                                                      | 32°29'13.5"N 3°39'39.5"E   | 1.95公頃   |          |
| 188-012      | 西迪·卜拉欣（Sidi Brahim）清真寺                                                          | 32°28'25.2"N 3°44'41.2"E   | 0.05公頃   |          |
| 188-013      | 烏希拉（Oukhira）清真寺                                                                   | 32°28'18.2"N 3°45'6"E      | 0.09公頃   |          |
| 188-014      | 巴·阿卜杜拉（Ba Abdellah）清真寺                                                          |                            | 0.007公頃  |          |
| 188-015      | 巴約布·布卡森（Bayoub Boukacem）清真寺                                                    | 32°28'48"N 3°44'47.1"E     | 0.009公頃  |          |
| 188-016      | 阿布·貝克（Abou Baker）祈禱堂                                                             | 32°28'48.8"N 3°41'14.9"E   | 0.04公頃   |          |
| 188-017      | 阿格爾姆·瓦達伊（Aguerm Ouadaï）清真寺                                                    | 32°29'5.9"N 3°41'12.5"E    | 0.04公頃   |          |
| 188-018      | 西迪·艾薩（Sidi Aïssa）祈禱堂                                                             | 32°29'32.4"N 3°41'14.6"E   | 0.1公頃    |          |
| 188-019      | 哈吉·穆罕默德（Hadj Mhamed）清真寺                                                        | 32°29'26"N 3°41'10.2"E     | 0.003公頃  |          |
| 188-020      | 哈吉·邁薩烏德（Hadj Messaoud）清真寺                                                      | 32°29'55.3"N 3°41'39.5"E   | 0.002公頃  |          |
| 188-021      | 巴·阿迪拉曼（Ba Abderrahmane）清真寺                                                      | 32°28'20.3"N 3°41'58.7"E   | 0.03公頃   |          |
| 188-022      | 巴·穆罕默德（Ba Mhamed）清真寺                                                            | 32°28'21.1"N 3°41'25.6"E   | 0.05公頃   |          |
| 188-023      | 謝赫·巴爾哈吉（Cheikh Baelhadj）祈禱堂                                                    | 32°28'24.4"N 3°41'33.9"E   | 0.07公頃   |          |
| 188-024      | 阿米·賽義德（Ami Said）清真寺                                                             |                            | 0.02公頃   |          |
| 188-025      | 阿米·賽義德（Ami Said）陵墓                                                               | 32°29'44.4"N 3°40'7.7"E    | 0.001公頃  |          |
| 188-026      | 巴巴·瓦爾杰瑪（Baba Oualdjemma）清真寺                                                    | 32°29'21.2"N 3°39'37.6"E   | 0.008公頃  |          |
| 188-027      | 巴巴·薩德（Baba Saad）清真寺                                                              |                            | 0.06公頃   |          |

## 圖集

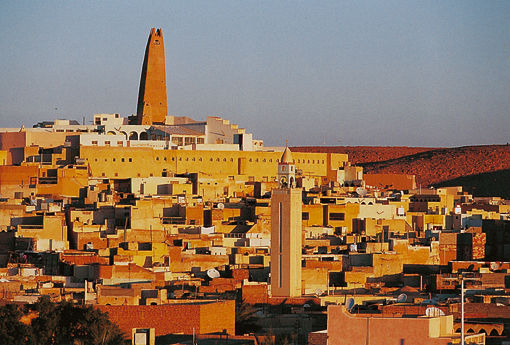
蓋爾達耶克薩
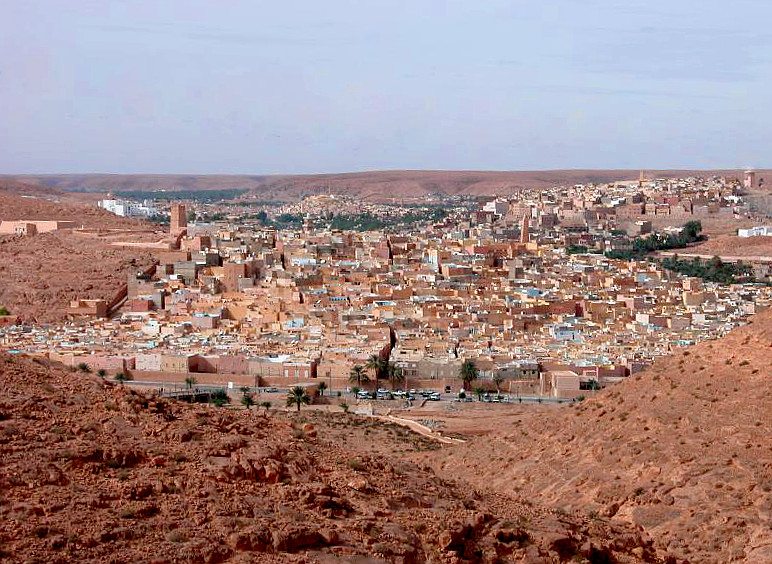
梅利卡克薩
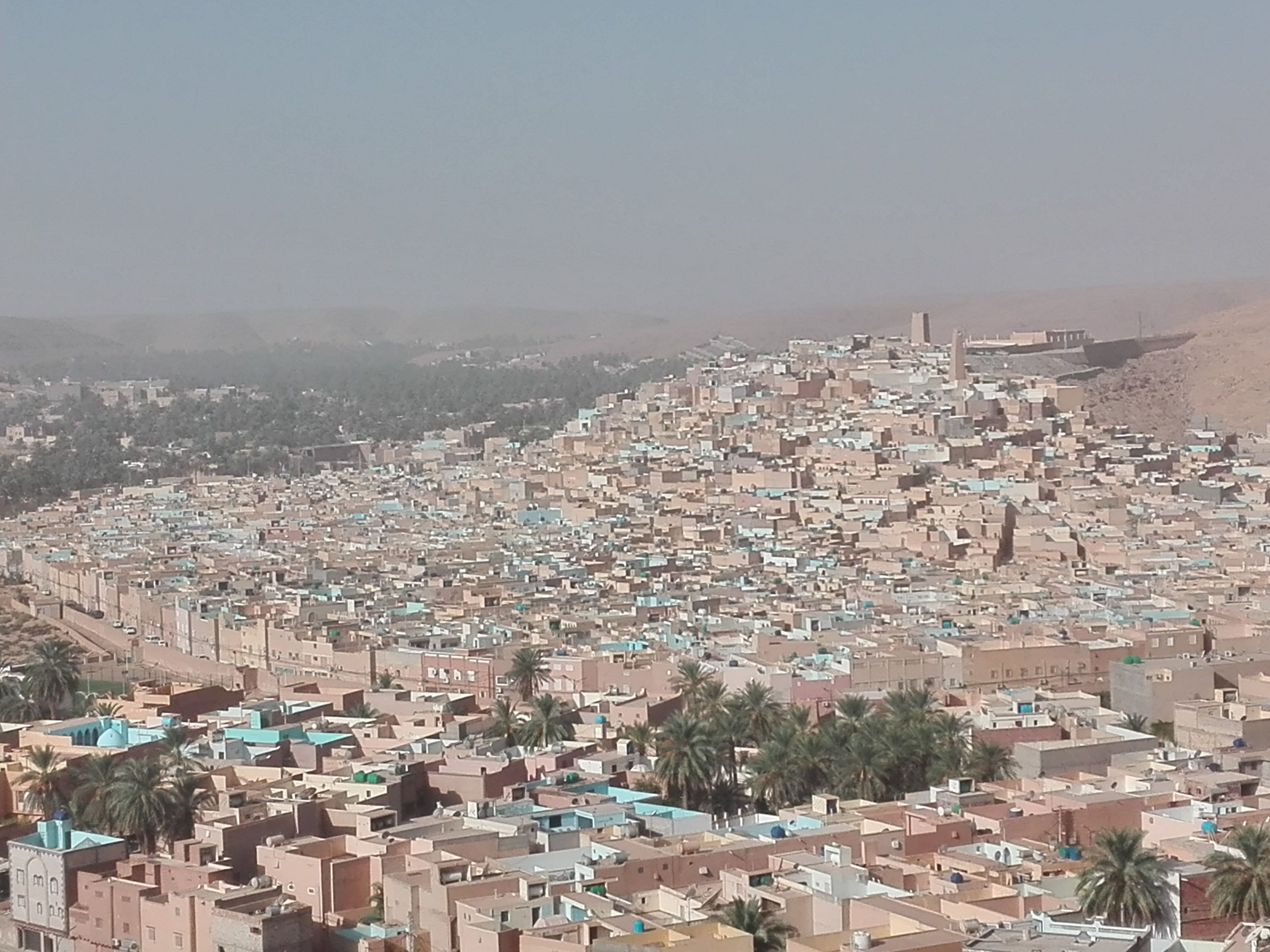
貝尼-伊斯古恩克薩
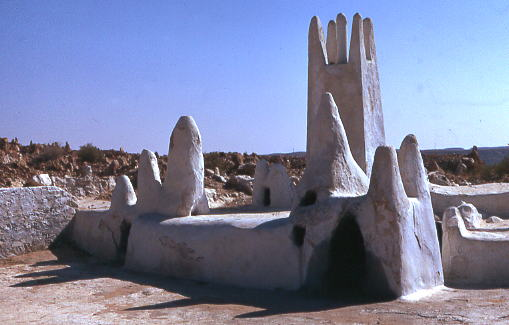
位於梅利卡的謝赫·西迪·艾薩（Cheikh Sidi Aissa）陵墓
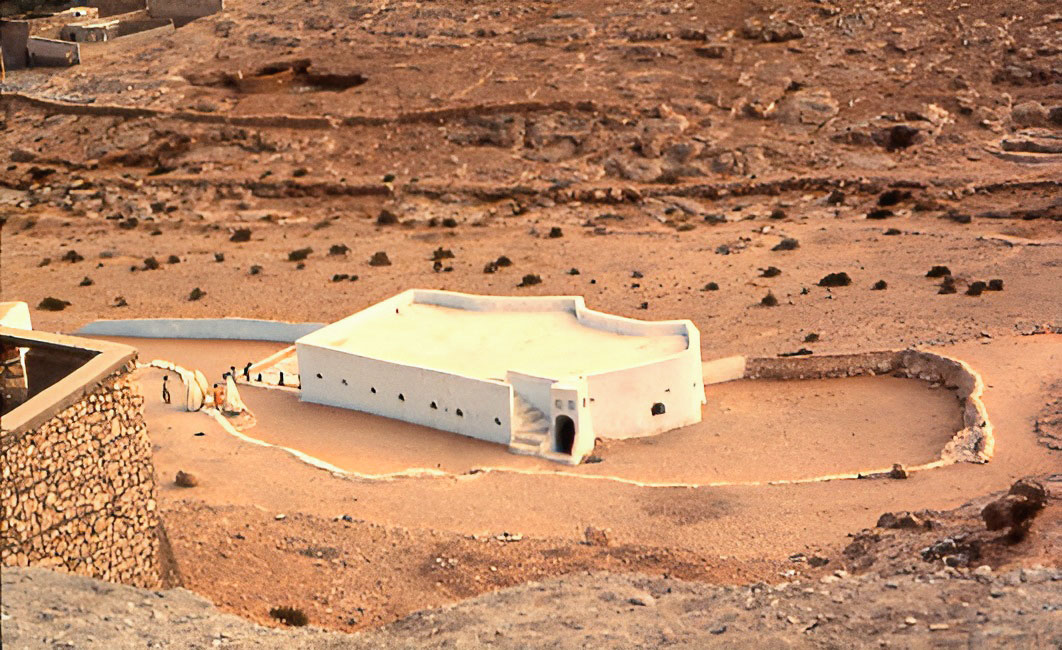
位於阿推夫的謝赫·阿米·卜拉欣（Cheikh Ammi Brahim）陵墓